# Rio Albaida
O rio Albaida é um rio situado na província de Valência (Espanha), na comunidade Valenciana, é um afluente do rio Júcar na sua margem direita. Nasce nas encostas da Serra de Benicadell, no lugar conhecido como Fonte de Fontanares, a montante da cidade de Albaida, na passagem de montanha do mesmo nome, para o Sul da província de Valência.
O Rio corre de Sul a Norte, a comarca do Vale de Albaida, comarca que, a sua vez, lhe deve seu nome a este rio. 
Atravessa os município de: Albaida, Bufali, Montaverner, Bellús, Genovés, Xàtiva, Manuel, Senyera, e Villanueva de Castellón, onde desagua no rio Júcar.
Seu traçado é curvilíneo devido à presença de numerosos acidentes geográficos que tem de atravessar (Gruta Negra, Ambastida, o Puig, Alto de Requena, o Cabezo, etc.).
Entra na comarca La Costera atravessando a "Serra Grossa" pelo chamado "desfiladeiro das águas" ("estret de lhes aigües"). À altura da freguesia de Játiva, num local chamado Torre de Llorís, encontra-se o açude de onde deriva na sua margem direita, o maior canal de irrigação de de toda sua bacia, "a comuna de Énova" que irriga mais de 2600 hectares nos municípios de Manuel, Énova, Rafelguaraf, Povoa Longa, San Juan de Énova, Señera e Villanueva de Castellón.
Nu lugar de "lhes Foies velles" ou "dels frares" desagua na sua margem esquerda o rio Cáñoles. a seguir passa à planície da Ribera Alta, junto à localidade de Señera onde desemboca no Júcar entre Alberique e Villanueva de Castellón, num lugar denominado 'a gola' ou 'o trencall'; (em frente ao antigo povoado de Alcocer, hoje desaparecido). 
Tem um comprimento de 52,3 km e os seus principais afluentes são o Rio Clariano e o rio Cáñoles.